# Axxis
Axxis je německá power metalová kapela založená v roce 1988. Jejich debutové album "Kingdom of the Night" se stalo nejprodávanějším rockovým debutovým albem v Německu roku 1989.
Hudební kořeny skupiny leží v tradičním heavy rocku 70. a 80. let. Weißův unikátní vokální styl je další charakteristikou značkou skupiny. Jejich hlavní ambicí je „být čistou Rock and Rollovou skupinou“.

## Členové
- Bernhard Weiß – zpěv (1988–)
- Harry Oellers – klávesy (1988–)
- Rob Schomaker – baskytara (2004–)
- Marco Wriedt – kytara (2007–)
- Dirk Brand – bicí (2012–)

## Bývalí členové
- Werner Kleinhaus – baskytara (1988–1993)
- Walter Pietsch – kytara (1988–1998)
- Kuno Niemeyer – baskytara (1988–2004)
- Richard Michaelski – bicí (1988–2004)
- Markus Gfeller – baskytara (1993–1998)
- Guido Wehmeyer – kytara (1998–2006)
- Andrè Hilgers – bicí (2004–2008)
- Alex Landenburg – bicí (2008–2012)

## Diskografie

### Studiová alba
- Kingdom of the Night (1989)
- Axxis II (1990)
- The Big Thrill (1993)
- Matters of Survival (1995)
- Voodoo Vibes (1997)
- Pure And Rough (1999)
- Back to the Kingdom (2000)
- Eyes of Darkness (2001)
- Time Machine (2004)
- Paradise in Flames (2006)
- Best of Axxis (2006)
- Doom of Destiny (2007)
- Utopia (2009)
- Kingdom Of The Night II (2014)
- Retrolution (2017)
- Monster Hero (2018)

### Živá alba a kompilace
- Access All Areas (1991)
- Profile – The Best of Axxis (japonská kompilace) (1994)
- Pure & Rough (1999)
- Collection of Power (2000)
- Best of Ballads & Acoustic Specials (2006)

### Singly a EP
- 1989: Kingdom of the Night
- 1989: Living in a World
- 1989: Fire and Ice
- 1990: Tears of the Trees
- 1990: Ships Are Sailing
- 1990: Touch the Rainbow
- 1990: Hold You
- 1990: Save Me
- 1991: Little Look Back (live)
- 1993: Stay don't Leave Me
- 1993: Love Doesn't Know Any Distance
- 1995: Another Day
- 1997: Sarajevo
- 2000: Collection of Power (EP fanoušků)
- 2020: Virus Of A Modern Time Digital EP